# August von Linstow
Frederik August von Linstow (17. april 1775 i Kiel – 1. september 1848 i Ratzeburg) var en dansk amtmand, bror til Hans og Wilhelm Bernhard von Linstow.
Han var søn af gehejmekonferensråd Christoph Hartwig von Linstow og fødtes 17. april 1775 i Kiel, blev 1793 privat dimitteret til Københavns Universitet, 1798 juridisk kandidat, var 1799-1800 konstitueret som fuldmægtig i Økonomi- og Kommercekollegiet, studerede derefter ved udenlandske universiteter, blev 1803 auskultant i Rentekammeret, 1805 amtmand over Sønderborg og Nordborg Amter og 1819 amtmand over Lauenborg Amt, i hvilken stilling han forblev indtil sin død, 1. september 1848 i Ratzeburg. 1800 udnævntes han til kammerjunker og 1809 til kammerherre.
Han blev anset for at være en meget dygtig og pålidelig embedsmand, der trods sin tyske herkomst og sin lange virksomhed i Hertugdømmerne lige til det sidste lagde et udpræget dansk sindelag for dagen og følte sig dybt grebet af de sørgelige begivenheder i 1848. Når der i Carl Ferdinand Allens Det danske Sprogs Historie i Sønderjylland (II, 65 f.) ved omtalen af Linstows holdning i 1811 til spørgsmålet om indførelsen af dansk retssprog i Nordslesvig gøres en anden opfattelse gældende, må det være overset, at Linstow bestemt udtalte sig for, at man skulle benytte enhver vakance til at ansætte dansktalende embedsmænd i den nævnte landsdel.
Han blev 12. juni 1812 gift med Antonie Conradine Sophie Juliane Dorothea Wernich (f. i Sønderborg 26. februar 1791, d. 2. Maj 1863), datter af Johan Jacob Wernich og Gardritz Elisabeth f. Sutor.